# Lennart Svensson
Jan Lennart Svensson (ur. 14 sierpnia 1950 w Stafsinge) – szwedzki zapaśnik walczący w stylu klasycznym. Olimpijczyk z Monachium 1972, gdzie odpadł w eliminacjach w kategorii 48 kg.
Szósty na mistrzostwach Europy w 1972. Mistrz nordycki w 1972 roku.